# Uliánivka (Veliki Buyalik)
Uliánivka (en ucraniano: Улянівка) es un pueblo ucraniano perteneciente al óblast de Odesa. Situado en el suroeste del país, es parte del raión de Berezivka y parte del municipio (hromada) de Veliki Buyalik.

## Toponimia
El nombre del asentamiento en ruso es Uliánovka (en ruso: Ульяновка). 

## Demografía
La evolución de la población de Uliánivka entre 1989 y 2001 fue la siguiente:
| 146                                                           | 145 |
| (Fuente: Cities & Towns of Ukraine y UKRAINE: Größere Städte) |     |

Según el censo de 2001, la lengua materna de la mayoría de los habitantes, el 47,59%, es el ucraniano; del 26,9% es el ruso; del 20,69% es el búlgaro; y del 2,76% es el rumano.